# 中西英文書院
中西英文書院（英語：Unity English College），是一所位於香港九龍城嘉林邊道11至11A號的男女子私立中學。該校於1962年創立，1978年停辦。由創校到結校，興辦過幼稚園、小學、中學、夜中學以及英文專修學校。現址為私人樓盤「The Grampian」。

## 校政管理
董事長
- 諸兆申 先生[4][註 1]

歷任校監
- 1962年至？：諸兆申 先生
- ？至1970年：章昭雍 女士[4][5]
- 1970年至？：諸兆鈞 先生[5]
- 陳玉堂 先生[6]

歷任校長
- 1962年至1963年：章昭雍 女士[7]
- 1963年至？：韓慶濂 先生[8]
- 1970年至？：陳玉堂 先生[9]
- 鄭祖述 先生（夜校）[6]

歷任副校長
- 1964年至1970年：陳玉堂 先生[10]
- 1970年至？：鄭祖述 先生[9]
- ？至1978年：朱惠林 先生[11]

## 學校歷史
中西英文書院由旅美華僑、金融界人士諸兆申及1971至1972年度東華三院總理、商人諸兆鈞及其他教育界人士等人為實踐教育理想而於1962年創辦。諸氏出資巨額，在九龍城嘉林邊道自置校舍，且邀得香港教育家、前聖保羅男女中學校長胡素貞贊助辦學。創校初年只營辦小學五六年級、中一至中三年級，分上下午校，1962年底開辦幼稚園部。及後校方在1965年進行校舍擴建工程。截至1965年為止，全校學生數目達1600人以上，1970年更突破2500人。中西英文書院於1965年已開辦全日制中四及中五年級，又增設夜中學，提供校車服務。全校班級總數（由幼稚園到中學）共有13級。另一方面，學生同年起參加香港英文中學會考。至1969年，校方計劃增設中六預科年級（1970年落實執行），學生可應考香港高級程度會考，也可報讀英國倫敦普通教育文憑考試（GCE）課程。1970年代曾以半年修畢一年課程作為學校的招生賣點。1971年再增設英文專修夜校，共24班。
辦學以來，中西英文書院著重學生在學術以外的發展。不但設有暑期體育班，亦重視體育訓練，學生需要參加至少一項體育訓練運動。早於1960年代初，校方已聘用當時在社會上有知名度的校外人士來促進學校的課外活動發展，例如在1963年邀得著名口琴演奏家梁日昭指導口琴隊。1968年舉行第一屆運動大會。其後於1970年，為了發展學校足球運動，該校外聘時任香港甲組足球員袁權滔協助成立及訓練足球校隊參賽。此外還邀請香港第一代兒童節目主持加明叔叔（王曦）組織牧童笛校隊和節奏樂校隊。前麗的電視「名畫與畫家」節目主持人袁昌鐸則負責策劃文化藝術康樂活動。
1978年，校方決定停止辦學，並將學校校舍售出興建時鐘酒店「嘉林小築」。不少在讀生被安排轉到香港基教書院完成學業。而興勝創建與陳日新家族後來在2012年買入「嘉林小築」地皮，合作重建成樓盤「The Grampian」。雖然該校的辦學歷史不足二十年，不過自1971年起被政府列為買位中學。

## 校園設施
中西英文書院的校舍由4座教學樓組成，各樓高5層，佔地約11657平方呎。校內設有34間課室、小型花園、噴水池1座、史地閱覽室1間、圖書視聽教育室1間、校務處與教員休息室3間、運動場、露天禮堂以及物理、生物與化學實驗室2間。幼稚園部另設小型遊樂場。

## 校園組織
| (1)                                          | (2)                                            | (3)                                   |
| -------------------------------------------- | ---------------------------------------------- | ------------------------------------- |
| - 手工組 - 攝影組 - 美術組 - 合唱團 - 戲劇組 | - 書法組 - 土風舞組 - 閱讀組 - 結他組 - 足球組 | - 乒乓球隊 - 排球隊 - 籃球隊 - 田徑隊 |

## 著名教師
- 麥當雄：香港電影導演（教授世界歷史及英文科）

## 著名/傑出校友
- 李樹佳（中學部）：前香港男演員、已故女演員李香琴胞弟
- 馬介欽（中學部）：佳寧娜控股主席、佳寧娜飲食集團創辦人之一[47]
- 梅達明（1967年幼稚園）：監警會秘書長[48]
- 顧明仁，MH：前美國大通銀行亞太區企業傳訊副總裁及監警會成員[49]
- 曾醒明（1969年中五）：前無綫電視企業傳訊部宣傳科副總監[50][51]
- 陳鑑林，GBS，JP（1969年中五）：前立法會議員（九龍東）[50][51]
- 許紹雄（初中）：香港男演員
- 李成昌（初中）：香港男演員
- 李元科（1960年代末）：香港導演及電視劇集監製
- 區志明（1972年中五）：長隆海洋王國園區行政總厨、前金巴斯集團及海洋公園園區前行政總廚
- 楊海成（1972年中六）：香港政治人物、英皇集團前副主席及董事總經理、香港利高集團與澳門實德主席、全國政協委員[註 2]
- 洪國華（1973年中五）：香港已故女演員、粵劇名伶新馬師曾妻子洪金梅妹妹[52]
- 馬榮成（1975年中二上學期）：香港漫畫家
- 郝繼華（1975年中五）：美國紐約信心聖經神學院台灣分院院長
- 楊懷恩（1976年中五）：澳門聖經學院第六任院長[53]
- 戴賢招：前屯門區議會議員[54]